# Rinòfor

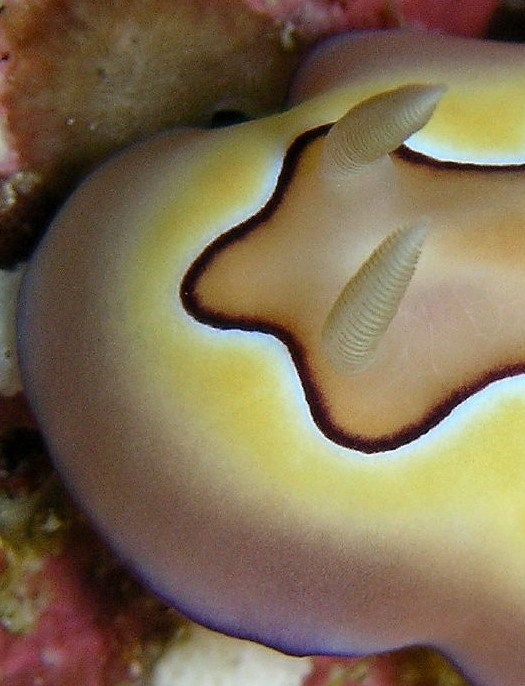
Un parell de rinòfors al cap de Chromodoris coi

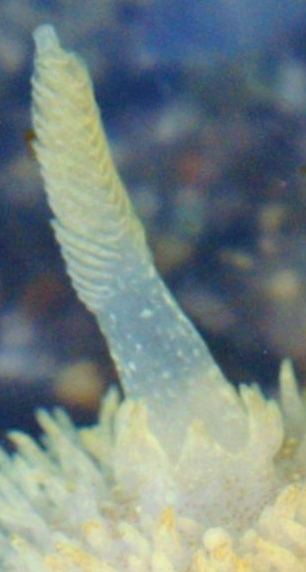
Rinòfor dret dAcanthodoris pilosa

Un rinòfor (en grec rhinophora) és una del parell d'estructures en forma de bastó que és la part més prominent de l'anatomia del cap dels mol·luscs marins nudibranquis.

## Etimologia
En grec "Rhino-" significa nas i "Phore" significa "portar" del Neollatí -phorus i del grec -phoros (φορος).

## Funció
Elsrinòfors són òrgans receptors del gust i de l'olor.
Els rinòfors són retràctils i principalment es fan servir per a la quimiorecepció a distància i per la resposta al corrent de l'aigua (reorecepció).
En la llebre de mar, Aplysia californica, els rinòfors són capaços de detectar feromones.

## Estructura

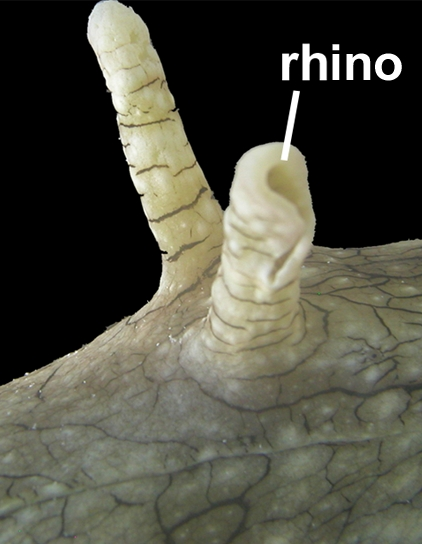
Rinòfors dAplysia californica

Els rinòfors són petits. Per exempleels adults d'Aplysia fan més omenys un cm de llargada.

## Comparació amb els tentacles orals
En Aplysia californica, els tentacles orals, que es troben en posició més ventral, possiblement estan implicats en la quimiorecepció de contacte i en la mecanorecepció.